# پاولیک آساطریان
پاولیک آرتاوازدی آساطریان (به ارمنی: Պավլիկ Արտավազդի Ասատրյան؛ زادهٔ ۲۲ آوریل ۱۹۴۹ - درگذشته ۱۹۹۹) یک سیاستمدار اهل ارمنستان بود که از تاریخ ۱۹۹۰ تا تاریخ ۱۹۹۹ سمت نمایندگی دوره‌های اول شورای عالی جمهوری ارمنستان و اول مجلس ملی جمهوری ارمنستان را بر عهده داشت.

## زندگی‌نامه
آساطریان در ۲۲ آوریل ۱۹۴۹ در شهر اسپیتاک به دنیا آمد و از انستیتو دام‌پروری و دام‌پزشکی ایروان فارغ‌التحصیل شد.  وی در ۱۹۹۹ در سن ۵۰ سالگی درگذشت.